# Parlamentní volby v Moldavsku 1998

Výsledky dle okresů

Parlamentní volby v Moldavsku v roce 1998 se konaly dne 22. března 1998. Největší stranou v parlamentu se stala Strana komunistů Moldavské republiky (PCRM), která získala 40 ze 101 křesel. Další tři strany, které získaly mandáty byly Moldavský demokratický konvent (26 mandátů), Za demokratické a prosperující Moldavsko (24 mandátů) a Strana demokratických sil (11 mandátů). Tyhle strany však vytvořily koaliční vládu, která byla později známá jako Aliance pro demokracii a reformy, a odsunuly komunisty do opozice až do dalších voleb v roce 2001.

## Výsledky
|                           |                                                        |             |       |         |
| Strana                    | Strana                                                 | Počet hlasů | %     | Mandáty |
|                           | Strana komunistů Moldavské republiky                   | 487 002     | 30,01 | 40      |
|                           | Moldavský demokratický konvent                         | 315 206     | 19,42 | 26      |
|                           | Za demokratické a prosperující Moldavsko               | 294 691     | 18,16 | 24      |
|                           | Strana demokratických sil                              | 143 428     | 8,84  | 11      |
|                           | Demokratická agrární strana Moldavska                  | 58 874      | 3,63  | 0       |
|                           | Občanská aliance "Mravenec" (ACR, UC, PFPM, PCDR, UTM) | 53 338      | 3,29  | 0       |
|                           | Aliance demokratických sil (PNŢM, PLM, PNL)            | 36 344      | 2,24  | 0       |
|                           | Strana sociálně-ekonomické spravedlnosti Moldavska     | 31 663      | 1,95  | 0       |
|                           | Sociálně demokratická strana                           | 30 169      | 1,86  | 0       |
|                           | Socialistická jednota (PSM, MUE, UCM, PPV)             | 29 647      | 1,83  | 0       |
|                           | Sociálně demokratický blok "Naděje" (PSDUM, MSN, AFM)  | 21 282      | 1,31  | 0       |
|                           | Strana socialistů Moldavské republiky                  | 9 514       | 0,59  | 0       |
|                           | Reformní strana                                        | 8 844       | 0,54  | 0       |
|                           | Křesťanskodemokratická unie Moldavska                  | 8 342       | 0,51  | 0       |
|                           | Sjednocená strana práce                                | 3 124       | 0,19  | 0       |
|                           | Nezávislí                                              | 91 519      | 5,64  | 0       |
| Celkem                    | Celkem                                                 | 1 622 987   | 100   | 101     |
|                           |                                                        |             |       |         |
| Platné hlasy              | Platné hlasy                                           | 1 622 987   | 96,58 | —       |
| Neplatné hlasy            | Neplatné hlasy                                         | 57 483      | 3,42  | —       |
| Celkem hlasů              | Celkem hlasů                                           | 1 680 470   | 100   | —       |
| Registrovaní voliči/Účast | Registrovaní voliči/Účast                              | 2 431 218   | 69,12 | —       |
| Zdroj: eDemocracy         |                                                        |             |       |         |